# بروس واتسون
بروس واتسون هو موسيقي كندي، ولد في 11 مارس 1961 في تيمينز في كندا.

## وصلات خارجية
- الموقع الرسمي
- بروس واتسون على موقع IMDb (الإنجليزية)
- بروس واتسون على موقع ميوزك برينز (الإنجليزية)
- بروس واتسون على موقع أول ميوزيك (الإنجليزية)
- بروس واتسون على موقع أول ميوزيك (الإنجليزية)
- بروس واتسون على موقع ديسكوغز (الإنجليزية)